# Flugkopf
Der Flugkopf ist ein 2231 m ü. A. hoher Berg in der Ankogelgruppe der Zentralalpen im österreichischen Bundesland Salzburg.

## Lage und Umgebung

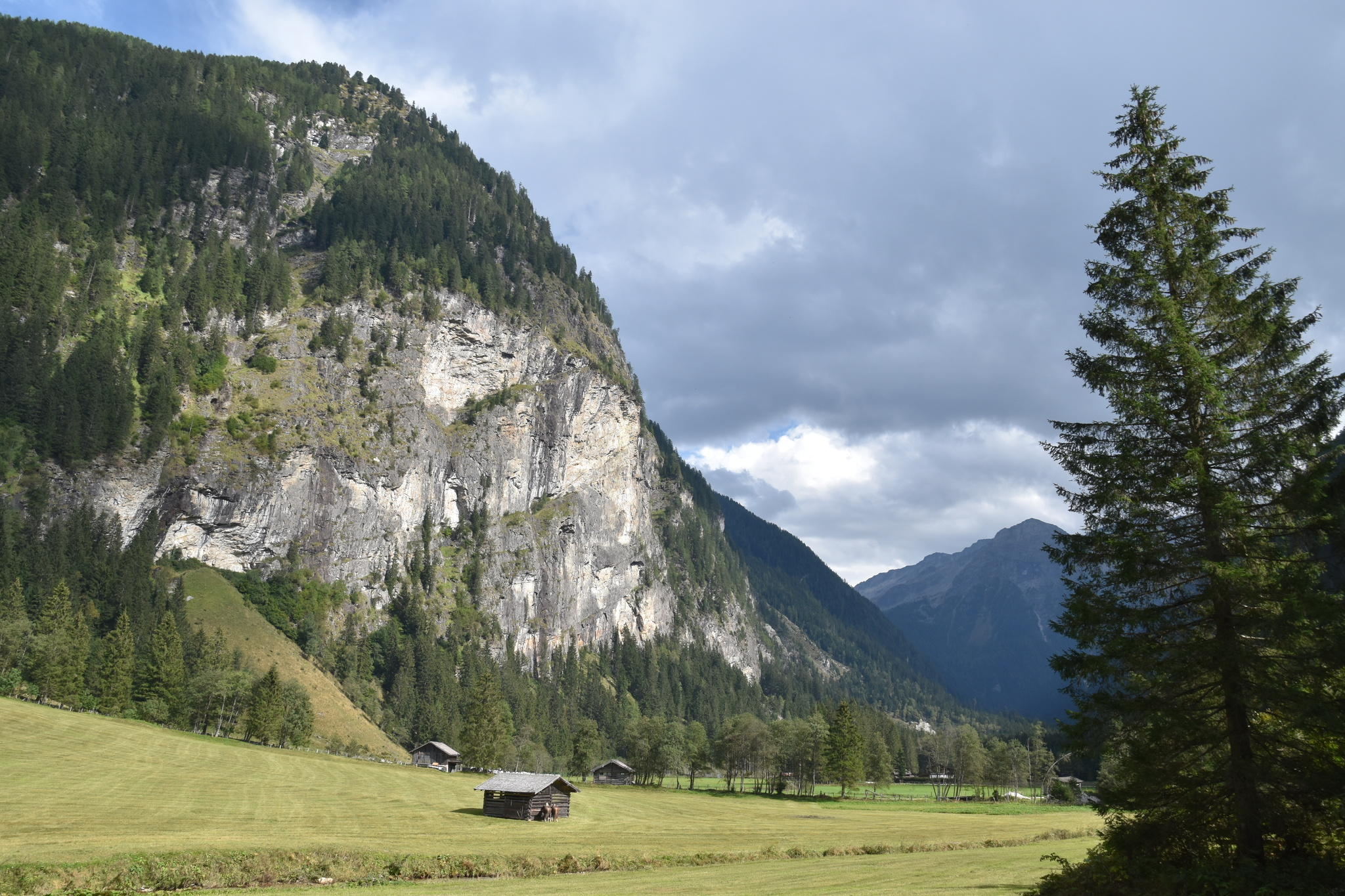
Himmelwand am Flugkopf

Der Gipfel des Flugkopfs erhebt sich an der Grenze zwischen den Gemeinden Bad Gastein im Westen und Hüttschlag im Osten sowie an der Grenze zwischen dem Landschaftsschutzgebiet Gasteiner-Tal im Nordwesten, dem Landschaftsschutzgebiet Hüttschlager Talschlüsse im Nordosten und dem Nationalpark Hohe Tauern im Süden. Die Himmelwand ist eine steile Felswand im Südwesten des Bergs. Zur Ortschaft Bad Gastein gehören das Gasthaus Himmelwandhütte am Fuß der Himmelwand und die Kötschachkaralm an den nordwestlichen Hängen des Flugkopfs. Am Berg ihren Ursprung haben der Döferlbach, das ist ein Nebenbach des Kötschachbachs, und der Weißlahnbach, der über den Himmelwandbach in den Kötschachbach entwässert.
Der Flugkopf zählt zu den 55 Gipfeln des Gasteinertals, für deren vollständige Besteigung der Gasteiner Gipfelkranz vergeben wird, die höchste Klasse der Gasteiner Wandernadeln des Österreichischen Alpenvereins.

## Geologie
Der Gipfelbereich und die nördlichen Hänge des Flugkopfs sind von Orthogneis geprägt. An den südlichen Hängen in Gipfelnähe finden sich Glimmerschiefer, Graphitschiefer und Metavulkanit. Die unteren Hänge im Süden und Westen, unter anderem bei der Himmelwand, bestehen vorrangig aus Granitgneis und Orthogneis.

## Fauna und Flora
Die Gamswild-Ruhezone Flugkopf im Gipfelbereich und an den südlichen Hängen darf von 1. Dezember bis 31. Mai nicht betreten werden. Südlich des Gipfels erstreckt sich ein Kalkmagerrasen. Darunter schließen im Südwesten ein Bestand an Rostblättrigen Alpenrosen (Rhododendron ferrugineum) und im Südosten eine Heidelbeer-Heide an.

## Geschichte
Ein 13-jähriger Schüler aus Wien, der im Sommer des Jahres 1934 in Begleitung des Architekten Hans Jaksch eine Bergtour unternahm, stürzte beim Edelweiß-Pflücken an der Himmelwand in den Tod. Am 20. Jänner 1951 ging eine 300 m breite Lawine vom Flugkopf ab. Sie zerstörte das Bauernhaus des Ölbrennerguts. Dabei wurden zwölf Menschen, die sich darin aufhielten, getötet.